# Глинницький замок
Глинницький замок — втрачена оборонна споруда в селі Глинному Козівської громади Тернопільського району Тернопільської области України.

## Відомості
У 1538 р. власник села Глинна Ян Сенівський спорудив у селі замок.
У 1607 р. замок був зруйнований татарами. Але його відбудовано, і він чітко видніється на австрійських картах.